# ألبرت فرانكس
ألبرت فرانكس (بالإنجليزية: Albert Franks)‏ (13 أبريل 1936 في المملكة المتحدة - 18 يونيو 2017) هو لاعب كرة قدم بريطاني في مركز نصف الجناح. لعب مع كوين أوف ساوث ونادي رينجرز ونيوكاسل يونايتد ونادي سكاربورو ولينكولن سيتي أف سي ونادي غرينوك مورتون.

## وصلات خارجية
- ألبرت فرانكس على موقع قاعدة بيانات كرة القدم.إي يو (الإنجليزية)